# Cure bez love
Cure bez love (eng. 2 Broke Girls) je američka televizijska humoristična serija čiji su autori Michael Patrick King i Whitney Cummings. Serija prati Max Black (Kat Dennings) i Caroline Channing (Beth Behrs), dvije siromašne konobarice iz Williamsburga koje nastoje postići cilj otvaranja vlastite slastičarnice.
Serija je od 19. rujna 2011. do 17. travnja 2017. iznjedrila šest sezona emitiravši se na američkom kanalu CBS. U Hrvatskoj se prikazivala na programu Nove TV, Dome TV te na RTL 2 i Star Lifeu.
Serija je dobila dvanaest nominacija za nagradu Emmy, od kojih je jednu osvojila 2012. godine.

## Radnja
Nakon što je njezin otac uhićen zbog sudjelovanja u Ponzijevoj shemi, bogata Caroline Channing gubi svu svoju imovinu te je primorana preseliti se u siromašnu njujoršku četvrt Williamsburg, gdje se zapošljava kao konobarica u istoimenoj zalogajnici (eng. Williamsburg Diner). Tamo upoznaje Max Black, konobaricu osebujne osobnosti i oštrog jezika, s kojom se useljava u stan. Usprkos svojim suprotnim osobnostima, Caroline i Max ubrzo postaju najbolje prijateljice, a zahvaljujući Maxinoj ljubavi prema pečenju kolača, djevojke odluče sakupiti dovoljno novca za otvaranje vlastite slastičarnice kako bi se izbavile iz financijskih problema. Na svom putu do uspjeha, zajedno sa svojom susjedom Sophie Kachinsky te ostalim osobljem u zalogajnici, šefom Hanom, kuharom Olegom i blagajnikom Earlom, doživljavaju i rješavaju brojne financijske, prijateljske i ljubavne probleme.

## Likovi
- Kat Dennings kao Maxine „Max” George Black, jedna od konobarica u zalogajnici Williamsburg. Cijeli život je odrasla u siromaštvu s majkom koja ju je zanemarivala i često ostavljala samu, a oca nikada nije upoznala. Usprkos svom teškom i traumatičnom djetinjstvu, Max je vrlo snalažljiva i ravnodušna prema svim životnim nedaćama. Oštrog je jezika te često ismijava sve oko sebe. U zalogajnici prodaje svoje vlastite domaće kolačiće, što na početku serije potakne Max i Caroline na ideju otvaranja vlastite slastičarnice s kolačićima.
- Beth Behrs kao Caroline Wesbox Channing, na početku serije novopridošla konobarica u zalogajnici Williamsburg. Odrasla je kao razmažena kći bogataša, no život joj se okrene naglavačke kada izgubi svu svoju imovinu te je prisiljena iskusiti život obične osobe. Iako naivna i neiskusna u životu, Caroline je uvijek optimistična i vedra duha, a Max joj pomaže da se snađe u svojoj novonastaloj životnoj situaciji.
- Garrett Morris kao Earl Washington, blagajnik u zalogajnici Williamsburg.
- Jonathan Kite kao Vanko Oleg Golishevsky, kuhar u zalogajnici Williamsburg, podrijetlom iz Ukrajine.
- Matthew Moy kao Han Margaret Lee, vlasnik zalogajnice. Često je predmet Maxinih šala radi svojega stasa.
- Jennifer Coolidge kao Zofia „Sophie” Kachinsky, glasna plavuša iz Poljske koja se doseljava u stan iznad Max i Caroline.

## Pregled serije
| Sezona | Sezona | Epizode | Epizode | Originalno emitiranje | Originalno emitiranje |
| Sezona | Sezona | Epizode | Epizode | Premijera             | Finale                |
| ------ | ------ | ------- | ------- | --------------------- | --------------------- |
|        | 1.     | 24      | 24      | 19. rujna 2011.       | 7. svibnja 2012.      |
|        | 2.     | 24      | 24      | 24. rujna 2012.       | 13. svibnja 2013.     |
|        | 3.     | 24      | 24      | 23. rujna 2013.       | 5. svibnja 2014.      |
|        | 4.     | 22      | 22      | 27. listopada 2014.   | 18. svibnja 2015.     |
|        | 5.     | 22      | 22      | 12. studenoga 2015.   | 12. svibnja 2016.     |
|        | 6.     | 22      | 22      | 10. listopada 2016.   | 17. travnja 2017.     |

## Vanjske poveznice
- Službena stranica na starchannel-hr.com